# Вонфурт
Вонфурт (нім. Wonfurt) — громада в Німеччині, розташована в землі Баварія. Підпорядковується адміністративному округу Нижня Франконія. Входить до складу району Гасберге. Складова частина об'єднання громад Терес.
Площа — 17,36 км2. Населення становить 1992 ос. (станом на 31 грудня 2020).